# Stenellipsis parallela
Stenellipsis parallela är en skalbaggsart som beskrevs av Stefan von Breuning 1940. Stenellipsis parallela ingår i släktet Stenellipsis och familjen långhorningar. Inga underarter finns listade i Catalogue of Life.